# The Minis
The Minis (Минис) — вторая (после The Stormies) по времени появления греческая супергруппа, существовавшая в середине 1960-х годов. Играла в стиле рок и бит.

## История
The Minis была основана в Афинах в начале 1966 года. Группа просуществовала как единый коллектив всего несколько месяцев, в течение которых они выпустили два сингла: «Darlin» / «Yepee Ya Ya song» и «And I love her» / «Girl».
«Minis» на древнегреческом языке означает «гнев».
Состав группы:
- Аргирис Кулурис (Argyris Koulouris) — электрогитара
- Демис Руссос (Demis Roussos) — Бас-гитара
- Тимиос Петру (Thimios Petrou) — Вокал
- Лукас Сидерас (Lucas Sideras) — Барабаны
- Лакис (Стилос) Влавианос (Lakis Vlaviano) — Электроорган, клавишные.

The Minis существовали параллельно с другой греческой супергруппой — The Stormies, причём половина музыкантов из The Minis участвовала и в The Stormies, но The Minis возник как минимум на полгода позже. Основным местом, в котором выступали The Minis, был клуб «Coronet».
За исключением Вангелиса, который сотрудничал с музыкантами, но официально в состав группы не входил, остальные в большинстве своём после распада проекта стали основой для одного из самых известных греческих рок-проектов — Aphrodite’s Child: а именно — Демис Руссос, Лукас Сидерас и Аргирис «Серебряный» Кулурис. Стилос Влавианос в дальнейшем участвовал в записи многих хитов Демиса Руссоса во время его сольной карьеры в 1970-х.
Первый сингл «Darlin'» / «Yepee Ya Ya song» был записан совместно с популярной исполнительницей Зоей Курукли (Zoitsa «Zoe» Kouroukli), с которой Вангелис до этого уже работал при записи нескольких синглов. При этом группа The Minis вместе с Зоей также появились в фильме Орестиса Ласкоса «Na zei kaneis i na mi zei» (Быть или не быть), исполняя песни своего первого сингла. В титрах этого фильма группа намеренно была указана как Storms, поскольку была своеобразным гибридом двух групп. Певица Зои Курукли, уже записывала композиции со Stormies до этого фильма, кроме того, вместо Лакиса Влавианоса на клавишных участвовала Марина Диалетис (сестра известного перкуссиониста Эногмона Диалетиса (Enogmon Dialetis)), которая сотрудничала со Stormies, но никогда не была частью группы.
Несмотря на короткий промежуток времени, в течение которого группа была активна, она оставила серьёзный след в истории греческой рок-музыки. В частности, её неоднократно упоминает Никос Масторакис в своей «Истории греческой рок-музыки» в разделе «Супергруппы».

## Дискография

### Синглы
- And I Love Her / Girl (7", Single) — лейбл Music-Box — Номер в каталоге MB 632 — год выпуска 1966[9]
- The Yupee Ya-Ya Song (7", Single) совместно с Ζωή Κουρούκλη (Zoe Kouroukli) — лейбл Pan-Vox (2) — Номер в каталоге PAN 6056 — год выпуска 1966

### Сборники
| Песня и название сборника в который она входила          | Формат         | Лейбл | Номер в каталоге                 | Год издания |
| -------------------------------------------------------- | -------------- | --- | -------------------------------- | ----------- |
| The Yepee Ya Ya Song / Various — Όταν Πηγαίναμε Σχολείο  | (LP, Comp)     | Pan-Vox (2) | X 33 SPV 16331                   | 1984        |
| The Yepee Ya Ya Song / Various — Όταν Πηγαίναμε Σχολείο  | (LP, Comp)     | Pan-Vox | X 33 SPV 16313, SPV 16313        | 1982        |
| The Yepee Ya Ya Song / Various — Όταν Πηγαίναμε Σχολείο  | (CD, Comp)     | Pan-Vox (2) | SPV 16331                        | 1995        |
| Girl / Various — What A Wonderful World                  | (LP, Comp)     | Music Box International | MBI 10465                        | 1991        |
| The Yupee Ya — Ya Song / Various — Το Πάρτυ Της Ζωής Μας | (4xCD, Comp)   | Music Box International S.A., Music Box International S.A., Music Box International S.A., Music Box International S.A., Music Box International S.A. | 7028, 10918, 10919, 10920, 10921 | 2002        |
| The Yupee Ya, Ya Song / Various — Oldies But Goodies 10  | (CD, Comp)     | Music Box International | CD 16602                         | 2004        |
| The Yupee Ya Ya Song / Various — Τα Γιε-γιέδικα Νο2      | (2xCD, Comp)   | Music Box International, Music Box International | MUSIC BOX 18026, MUSIC BOX 18027 | 2007        |
| Darling / Various — Crazy Girl                           | (CD, Comp, RM) | BestEnd | 2711702051                       | 2009        |
| And I Love Her / Various — Oldies But Goodies CD 8       | (CD, Comp)     | Not On Label | 1702162                          | 2010        |
| Girl / Various — Oldies But Goodies CD 3                 | (CD, Comp)     | Not On Label | 1702157                          | 2010        |
| The Yupee Ya Ya Song / Various — Τα Γιε-γιέδικα          | (4xCD, Comp)   | Music Box International | 3301173781                       | 2010        |
| Girl / Various — Τερέζα                                  | (CD, Comp)     | BestEnd | 2711702010                       | Неизвестен  |
| The Yupee Ya-ya Song / Various — Ήταν Μια Οπτασία        | (CD, Comp)     | BestEnd | 2711702024                       | Неизвестен  |
| And I Love Her (Instrumental) / Various — Δεν Τον Είδα   | (CD, Comp)     | BestEnd | 2711702026                       | Неизвестен  |